# Duca di Buccleuch
Duca di Buccleuch, detto anche Duca di Buccleugh, è un titolo fra i pari di Scozia creato il 20 aprile 1663.

## Storia
Il titolo di duca di Buccleuch venne creato per James Scott, I duca di Monmouth, il maggiore dei figli illegittimi di Carlo II d'Inghilterra, che aveva sposato Anne Scott IV contessa di Buccleuch.
Anne venne creata duchessa di diritto assieme al marito e per questo il titolo non passò poi ai duchi di Montmouth. Il titolo passò quindi ai suoi discendenti che ebbero i cognomi di Scott, Montagu-Scott, Montagu Douglas Scott e Scott nuovamente. Nel 1810 il terzo duca di Buccleuch ereditò il Ducato di Queensberry, sempre nella Parìa di Scozia, separando il titolo dal Marchesato di Queensberry. Questo caso è uno dei cinque della storia inglese ad aver tenuto due ducati contemporaneamente.
I titoli sussidiari associati al ducato di Buccleuch sono: Conte di Buccleuch (1619), Conte di Dalkeith (1663), Lord Scott di Buccleuch (1606) e Lord Scott di Whitchester e Eskdaill (1619) (tutti nella Parìa di Scozia). Il duca porta anche due titoli sussidiari personali derivati dal ducato di Monmouth, nominalmente Conte di Doncaster (1663) e Barone Scott di Tindale (1663) (entrambi nella Parìa d'Inghilterra), e molti altri titoli sussidiari associati al ducato di Queensberry, nominalmente Marchese di Dumfriesshire (1683), Conte di Drumlanrig e Sanquhar (1682), Visconte di Nith, Tortholwald e Ross (1682) e Lord Douglas di Kilmount, Middlebie e Dornock (1682) (tutti nella Parìa di Scozia). La Contea di Doncaster e la Baronìa di Scott di Tindale vennero poste a forfait all'epoca del primo duca, ma i titoli vennero restaurati nel 1742 con il secondo duca di Buccleuch. Sino al 1835, i duchi possedevano molte terre nel West Riding dello Yorkshire nonché l'antico titolo di Lord di Bowland. Il duca di Buccleuch è inoltre capoclan ereditario del Clan Scott.
Il titolo di cortesia usato dal figlio primogenito ed erede del duca reggente è Conte di Dalkeith; quello del figlio primogenito del conte di Dalkeith è quello di Lord Eskdaill.
Sir Walter Scott, baronetto, discendeva direttamente dai lords di Buccleuch. La sua storia di famiglia, interpretata in maniera fantasiosa, è la base del racconto The Lay of the Last Minstrel.
L'attuale duca di Buccleuch, Richard Scott, il X duca, è il più grande proprietario terriero del Regno Unito ed è presidente del Buccleuch Group, una compagnia con interessi nel commercio di proprietà terriere e agricole, cibo e bevande. Il titolo ha origine nell'area delle Scottish Borders, presso Selkirk.
La sede famigliare è a Bowhill House, tre miglia a sud di Selkirk, e rappresenta il ramo Scott della famiglia; il Castello di Drumlanrig nella provincia di Dumfries e Galloway, è sede del ramo Douglas della famiglia; e Boughton House nel Northamptonshire, in Inghilterra, è sede del ramo Montagu. Queste tre case sono tutte ancora oggi abitate dai membri della famiglia e sono aperte al pubblico. La famiglia possiede anche il Palazzo di Dalkeith nel Midlothian oltre a molte altre residenze minori. Storica residenza londinese della famiglia era Montagu House a Whitehall, Londra, oggi demolita.
Gran parte dei duchi di Buccleuch (il terzo, il quarto, il quinto, il sesto e il settimo) sono sepolti nella Buccleuch Memorial Chapel presso la chiesa episcopale di St. Mary a Dalkeith, nel Midlothian. Il secondo duca (m. 1751) è sepolto nella cappella dell'Eton College. I duchi più recenti (l'ottavo ed il nono) sono sepolti tra le rovine dell'Abbazia di Melrose a Melrose appunto.

## Bowhill House

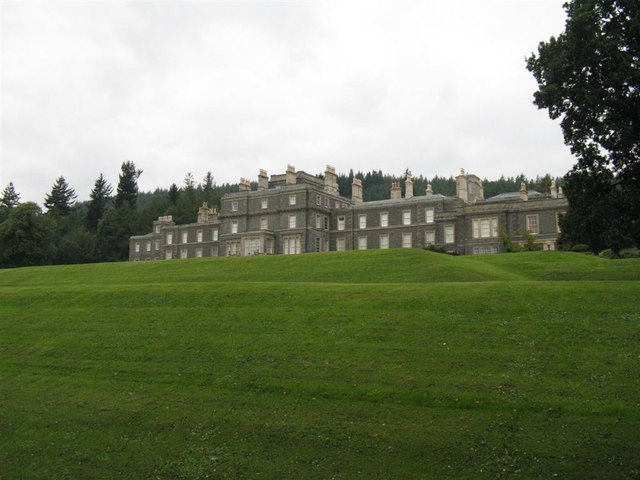
Bowhill House

La sede famigliare è a Bowhill House, tre miglia a sud di Selkirk, e rappresenta il ramo Scott della famiglia; il Castello di Drumlanrig nella provincia di Dumfries e Galloway, è sede del ramo Douglas della famiglia; e Boughton House nel Northamptonshire, in Inghilterra, è sede del ramo Montagu. Queste tre case sono tutte ancora oggi abitate dai membri della famiglia e sono aperte al pubblico. La famiglia possiede anche il Palazzo di Dalkeith nel Midlothian oltre a molte altre residenze minori. Storica residenza londinese della famiglia era Montagu House a Whitehall, Londra, oggi demolita.

## Baroni feudali di Buccleuch (1488)

Stemma del I duca di Monmouth e Buccleuch.

Stemma del IV duca di Buccleuch.

Stemma del V duca di Buccleuch.

- David Scott, I barone di Buccleuch (m. circa 1491/2), proprietario terriero scozzese
  - David Scott di Buccleuch, il giovane (m. prima del 1491), figlio del I barone, gli premorì
- Walter Scott, II barone di Buccleuch (m. circa 1504), figlio di David Scott il giovane
- Walter Scott di Branxholme e Buccleuch, III barone di Buccleuch (m. 1552), figlio del II barone
  - William Scott di Kirkurd e Buccleuch, il giovane (c. 1525–1552), figlio del III barone
- Walter Scott, IV barone di Buccleuch (c. 1549–1574), figlio di William Scott, il giovane
- Walter Scott, V barone di Buccleuch (1565–1611) venne creato lord Scott di Buccleuch nel 1606

## Lords Scott di Buccleuch (1606)
- Walter Scott, I lord Scott di Buccleuch (1565–1611), figlio del IV barone
- Walter Scott, II lord Scott di Buccleuch (m. 1633) venne creato conte di Buccleuch nel 1619

## Conti di Buccleuch (1619)
Altri titoli: Lord Scott di Buccleuch (1606) e Lord Scott di Whitchester e Eskdaill (1619)
- Walter Scott, I conte di Buccleuch (d. 1633), figlio del I lord
  - Walter Scott, lord Scott (1625–1629), figlio primogenito del I conte, morto infante
- Francis Scott, II conte di Buccleuch (1626–1651), figlio minore del I conte
  - Walter Scott, lord Scott (1648–1650), unico figlio del II conte, morto infante
- Mary Scott, III contessa di Buccleuch (1647–1661), figlia maggiore del II conte, morta senza eredi
- Anne Scott, IV contessa di Buccleuch (1651–1732) venne creata duchessa di Buccleuch nel 1663

## Duchi di Buccleuch, prima creazione (1663)
Altri titoli: Duca di Monmouth e Conte di Doncaster, nella contea di York (1663), Conte di Dalkeith (1663), Barone Scott di Tindale, nella contea di Northumberland (1663) e Lord Scott di Whitchester e Eskdale (1663)
- James Scott, I duca di Monmouth, I duca di Buccleuch (1649–1685) venne decapitato per la partecipazione alla Ribellione di Monmouth ed i suoi titoli andarono a forfait
  - Charles Scott, conte di Doncaster (1672–1673/4), figlio primogenito del I duca e della I duchessa, morto infante

## Duchi di Buccleuch, seconda creazione (1663)
Altri titoli: Conte di Buccleuch (1619), Conte di Doncaster, nella contea di York (1663, restaurato nel 1743), Conte di Dalkeith (1663), Lord Scott di Buccleuch (1606), Barone Scott di Whitchester e Eskdaill (1619), Barone Scott di Tindall, nella contea del Northumberland (1663, restaurato nel 1743) e Lord Scott di Whitchester e Eskdale (1663)
- Anne Scott, I duchessa di Buccleuch (1651–1732), figlia minore del II conte
  - James Scott, conte di Dalkeith (1674–1705), figlio secondogenito del I duca e della I duchessa, premorì alla madre
- Francis Scott, II duca di Buccleuch (1695–1751), figlio maggiore di lord Dalkeith
  - Francis Scott, conte di Dalkeith (1721–1750), unico figlio del II duca, premorì al padre
    - John Scott, lord Scott di Whitchester (1745–1748), figlio maggiore di lord Dalkeith, morto giovane

Altri titoli (dal III duca): Duca di Queensberry e Marchese di Dumfriesshire (1684), Conte di Drumlanrig e Sanquhar, Visconte di Nith, Tortholwald e Ross e Lord Douglas di Kilmount, Middlebie e Dornock (1682)
- Henry Scott, III duca di Buccleuch, V duca di Queensberry (1746–1812), figlio secondogenito di lord Dalkeith
  - George Scott, conte di Dalkeith (1768), figlio primogenito del III duca, morto infante
- Charles William Henry Montagu-Scott, IV duca di Buccleuch, VI duca di Queensberry (1772–1819), figlio secondogenito del III duca
  - George Henry Scott, lord Scott di Whitchester (1798–1808), figlio primogenito del IV duca, morto giovane
- Walter Francis Montagu Douglas Scott, V duca di Buccleuch, VII duca di Queensberry (1806–1884), figlio secondogenito del IV duca
- William Henry Walter Montagu Douglas Scott, VI duca di Buccleuch, VIII duca di Queensberry (1831–1914), figlio primogenito del V duca
  - Walter Henry Montagu Douglas Scott, conte di Dalkeith (1861–1886), figlio primogenito del VI duca, morì senza eredi
- John Charles Montagu Douglas Scott, VII duca di Buccleuch, IX duca di Queensberry (1864–1935), figlio secondogenito del VI duca
- Walter John Montagu Douglas Scott, VIII duca di Buccleuch, X duca di Queensberry (1894–1973), figlio primogenito del VII duca
- Walter Francis John Montagu Douglas Scott, IX duca di Buccleuch, XI duca di Queensberry (1923–2007), unico figlio dell'VIII duca
- Richard Walter John Montagu Douglas Scott, X duca di Buccleuch, XII duca di Queensberry (n. 1954), figlio maggiore del IX duca
  - Legittimo erede: Walter John Francis Montagu Douglas Scott, conte di Dalkeith (n. 1984), figlio maggiore del X duca
  - Secondo legittimo erede: Willoughby Ralph Montagu Douglas Scott, lord Eskdaill (n. 2016), unico figlio del conte di Dalkeith

## I Duchi di Buccleuch nella Letteratura
Nick Carraway, il narratore de Il grande Gatsby di F. Scott Fitzgerald, pretendeva di discendere dai duchi di Buccleuch, ma simultaneamente negava questo fatto dicendo che la sua famiglia era stata "fondata" dal fratello di suo nonno nel 1851.